# Christina Applegate

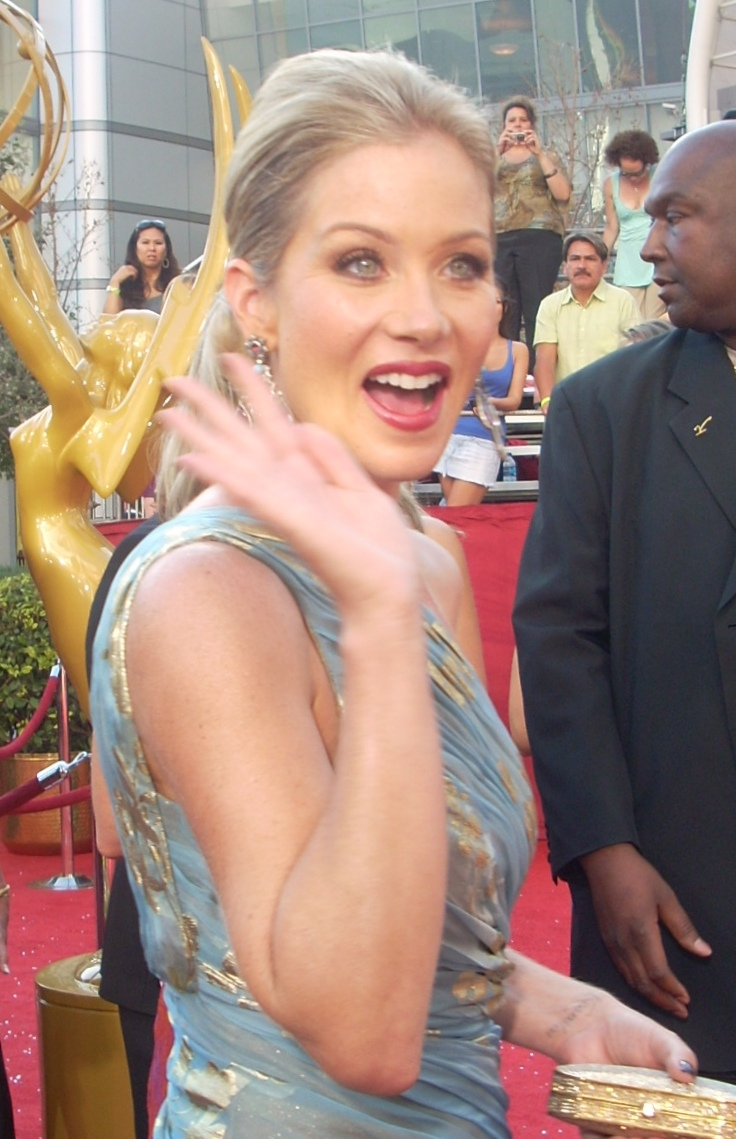
Christina Applegate (2008)

Christina Applegate (ur. 25 listopada 1971 w Los Angeles) – amerykańska piosenkarka i aktorka. 
Odtwórczyni roli Kelly Bundy w sitcomie Świat według Bundych (1987–1997). Była czterokrotnie nominowana do Złotego Globu i pięciokrotnie do nagrody Emmy. 14 listopada 2022 otrzymała własną gwiazdę w Alei Gwiazd w Los Angeles znajdującą się przy 7007 Hollywood Boulevard.

## Życiorys
Urodziła się w Los Angeles w Kalifornii jako córka Nancy Lee Priddy, piosenkarki, i Roberta Williama „Boba” Applegate’a, producenta muzycznego i dyrektora wytwórni płytowej. Jej rodzice rozwiedli się wkrótce po jej urodzeniu. Ma dwoje przyrodniego rodzeństwa (Alisę i Kyle) z drugiego małżeństwa jej ojca. Po rozwodzie rodziców jej matka związała się z muzykiem Stephenem Stillsem.
W wieku 3 i 5 miesięcy wzięła udział w reklamie butelek dla niemowląt Playtex. Mając niespełna rok była obecna u boku matki w operze mydlanej NBC Dni naszego życia (1972). Wystąpiła jako Kim Perry w horrorze Szczęki szatana (Jaws of Satan, 1981) z Normanem Lloydem, a następnie jako tancerka w filmie muzycznym Josepha Manduke’a Beatlemania (1981). Była młodą Grace Kelly w biograficznym dramacie telewizyjnym ABC Historia Grace Kelly (The Grace Kelly Story, 1983) z Cheryl Ladd. W sitcomie Showtime Washingtoon (1985) zagrała córkę kongresmena Sally Forehead. W 1990 ukończyła Excelsior High School w Los Angeles.
Gościła w familijnym serialu westernowym NBC Ojciec Murphy (1981) z Merlinem Olsenem, sitcomie CBS Karol rządzi (Charles in Charge, 1984–1985) ze Scottem Baio i sitcomie NBC Srebrne łyżki (Silver Spoons, 1986) z Rickym Schroderem. W serialu kryminalnym ABC Serce miasta (Heart of the City, 1986–1987) zagrała postać Robin Kennedy, córki policjanta, za którą otrzymała Young Artist Award. Rozpoznawalność przyniosła jej rola Kelly Bundy, rozwiązłej seksualnie córki w sitcomie Fox Świat według Bundych (1987–1997), za którą w 1989 odebrała Young Artist Award i w 1993 była nominowana do Nickelodeon Kids’ Choice Awards. Jako przebiegła Patrice Johnson była jedną z najpopularniejszych licealistek w komedii telewizyjnej dla nastolatków NBC Tańcz do świtu (Dance 'Til Dawn, 1988) z Alyssą Milano i Brianem Bloomem. W dramacie Ulice (Streets, 1990) została obsadzona w roli głównej Dawn, uzależnionej od narkotyków nastoletniej prostytutki mieszkającej na ulicach Los Angeles, śledzonej przez psychotycznego policjanta. Wystąpiła gościnnie w serialu kryminalnym Fox 21 Jump Street (1988) jako Tina z Johnnym Deppem i sitcomie Fox Top of the Heap (1991) jako Kelly Bundy z Mattem LeBlanc, a także prowadziła Saturday Night Live (1993) i Mad TV (1996).
Jej kinowa rola zbuntowanej nastolatki Sue Ellen Crandell, która jest zmuszona opiekować się rodzeństwem po śmierci ich opiekunki w czarnej komedii Stephena Hereka Nie mów mamie, że niania nie żyje (Don’t Tell Mom the Babysitter’s Dead, 1991) była nominowana do MTV Movie Award w kategorii najbardziej pożądana aktorka. W 1999 została wybrana przez magazyn „People” jako jedna z 50 najpiękniejszych ludzi. Była współautorką piosenki „The Penis Song” z komedii Ostrożnie z dziewczynami (The Sweetest Thing, 2002), gdzie zagrała rolę Courtney z Cameron Diaz i Selmą Blair. Applegate był jedną z założycielek zespół wokalno–tanecznego The Pussycat Dolls, który w 1995 zadebiutował w Viper Room Johnny’ego Deppa na Sunset Strip. W 2002 zajęła miejsce w grupie, kiedy przenieśli się do The Roxy Theatre.
Kandydowała do roli Rose DeWitt Bukater w Titanicu, którą ostatecznie zagrała Kate Winslet. Od 24 września 1998 do 25 maja 2000 grała Jesse Warner w sitcomie NBC Jej cały świat (Jesse), za którą zdobyła nagrodę magazynu „TV Guide” i People’s Choice Award oraz nominację do Złotego Globu dla najlepszej aktorki w serialu komediowym lub musicalu. W 2005 zadebiutowała na Broadwayu w roli Charity Hope Valentine w komedii muzycznej Sweet Charity, za którą zdobyła nagrodę Theatre World oraz była nominowana do Drama Desk Award i Tony Award. Wystąpiła gościnnie w teledysku do piosenki Jessiki Simpson „A Public Affair” (2006) z Evą Longorią Parker i Christiną Milian.
Była na okładkach „Cosmopolitan”, „Fashion”, „Women’s Health”, „Health”, „People”, „Woman’s Life”, „InStyle”, „US Weekly”, „Rolling Stone”, „TV Guide” i „Maxim”. Została wspomniana w piosence „Set Adrift on Memory Bliss” (1991) autorstwa PM Dawn.

## Życie prywatne
W styczniu 1998 reżyser Gregg Araki zapoznał ją z aktorem Johnathonem Schaechem, za którego wyszła za mąż 20 października 2001 w Palm Springs w Kalifornii. Jednak od 5 grudnia 2005 byli w separacji i 10 sierpnia 2007 rozwiedli się. W lipcu 2008 związała się z Martynem LeNoble, holenderskim basistą i założycielem alternatywnego zespołu rockowego Porno for Pyros. 14 lutego 2010 zaręczyła się na plaży w Palm Springs. 23 lutego 2013 wzięli ślub. Mają córkę Sadie Grace (ur. 27 stycznia 2011).
3 sierpnia 2008 wykryto u niej raka piersi we wczesnym stadium. Applegate poddała się zalecanej kuracji. 19 sierpnia 2008 potwierdziła, że poddała się usunięciu obu piersi z powodu choroby. Przeszła operację rekonstrukcji piersi. Po wygranej z chorobą założyła fundację Right Action for Women, która finansuje leczenie. W 2003 i 2009 została ambasadorką Lee National Denim Day, zbiórki pieniędzy na wsparcie badań nad rakiem piersi i programów zdrowotnych.
W sierpniu 2021 ujawniła, że choruje na stwardnienie rozsiane.

## Filmografia

### Filmy fabularne
- 1981: Jaws of Satan jako Kim Perry
- 1981: Beatlemania
- 1983: Historia Grace Kelly (Grace Kelly Story) jako młoda Grace Kelly
- 1985: Washingtoon jako córka
- 1988: Dance 'Til Dawn jako Patrice Johnson
- 1990: Ulice (Streets) jako Dawn
- 1991: Nie mów mamie, że niania nie żyje (Don’t Tell Mom the Babysitter’s Dead) jako Sue Ellen
- 1995: Dziki Bill (Wild Bill) jako Lurline Newcomb
- 1995: Across the Moon jako Kathy
- 1996: Wibracje (Vibrations) jako Anamika
- 1996: Marsjanie atakują! (Mars Attacks!) jako Sharona
- 1997: Donikąd (Nowhere) jako Dingbat
- 1998: Mocne uderzenie (The Big Hit) jako Pam Shulman
- 1998: Mafia! (Jane Austen’s Mafia!) jako Diane
- 1998: Powrót Claudine (Claudine’s Return) jako Claudine Van Doozen
- 1999: Out in Fifty jako Lilah
- 2000: Mroczne zakamarki (The Giving Tree) jako Emily
- 2001: Goście w Ameryce (Just Visiting) jako Julia Malfete
- 2001: Sol Goode jako szczęśliwa fanka
- 2001: Zaklęty książę (Prince Charming) jako Kate
- 2002: Heroes jako żona
- 2002: Ostrożnie z dziewczynami (The Sweetest Thing) jako Courtney Rockliffe
- 2003: Szkoła stewardes (View from the Top) jako Christine
- 2003: Ciało potrzebne na gwałt (Grand Theft Parsons) jako Barbara
- 2003: Wonderland jako Susan Launius
- 2004: Przetrwać święta (Surviving Christmas) jako Alicia Valco
- 2004: Pracownik miesiąca (Employee of the Month) jako Sarah
- 2004: Legenda telewizji (Anchorman: The Legend of Ron Burgundy) jako Veronica Corningstone
- 2005: Tilt-A-Whirl jako klientka
- 2005: Pamiętnik pisany miłością (Suzanne’s Diary for Nicholas) jako dr Suzanne Bedford
- 2007: Farsa pingwinów (Farce of the Penguins) jako Melissa (głos)
- 2008: Rocker (The Rocker) jako Amanda Wood
- 2009: Alvin i wiewiórki 2 (Alvin and the Chipmunks: The Squeakquel) jako Brittany (głos)
- 2010: Stosunki międzymiastowe (Going the Distance) jako Corrine
- 2011: Bez smyczy (Hall Pass) jako Grace
- 2015: W nowym zwierciadle: Wakacje (Vacation) jako Debbie Griswold
- 2016: Złe mamuśki (Bad Moms) jako Gwendolyn James
- 2017: To nie jest miłość (Crash Pad) jako Morgan Dott
- 2017: Złe mamuśki 2: Jak przetrwać święta (A Bad Moms Christmas) jako Gwendolyn James (cameo)

### Seriale telewizyjne
- 1981: Ojciec Murphy (Father Murphy) jako Ada
- 1984, 1985: Charles in Charge jako Stacy
- 1986: Silver Spoons jako Jeannie Bolens
- 1986: Niesamowite historie (Amazing Stories) jako Holly
- 1986–1987: Heart of the City jako Robin Kennedy
- 1987: Family Ties jako Kitten
- 1987–1997: Świat według Bundych (Married... with Children) jako Kelly Bundy
- 1988: 21 Jump Street jako Tina
- 1997: Pauly jako Mariah
- 1998–2000: Jej cały świat (Jesse) jako Jesse Warner
- 2002, 2003: Przyjaciele (Friends) jako Amy Green
- 2004: Bobby kontra wapniaki (King of the Hill) jako Colette
- 2004: Nie bój się lwa (Father of the Pride) jako Candy (głos)
- 2007–2009: Kim jest Samantha? (Samantha Who?) jako Samantha „Sam” Newly
- 2008: Posterunek w Reno (Reno 911!) jako Seeeeemji
- 2011–2012: Do białego rana (Up All Night) jako Reagan Brinkley
- 2019–2022: Już nie żyjesz (Dead To Me) jako Jen

## Nagrody
- Nagroda Emmy Najlepszy występ gościnny aktorki w serialu komediowym: 2003 Przyjaciele